# 萨乌新镇
萨乌新镇，是西班牙加泰罗尼亚巴塞罗那省的一个市镇。总面积58平方公里，总人口332人（2001年），人口密度6人/平方公里。